# Württemberger Haus
Das Württemberger Haus, ist eine Alpenvereinshütte der Sektion Stuttgart des Deutschen Alpenvereins in den Lechtaler Alpen, Tirol, Österreich.

## Lage
Das 1924/25 erbaute Württemberger Haus liegt auf einer Höhe von 2220 m ü. A. im Obermedriol.

## Zugänge
- von Zams bei Landeck durch das Zammer Loch, 5 Stunden
- von Gramais über die Bitterscharte, 6 Stunden
- von Madau über das Leiterjöchl, 5 Stunden

## Nachbarhütten und Übergänge
- zur Memminger Hütte 4½ Stunden, über Großbergspitze und -kopf sowie die Seescharte. In den Schrofen im Aufstieg zur Großbergspitze kurze Seilversicherungen.
- zur Steinseehütte über Gebäudjöchl und Roßkarscharte, 4 Stunden. Der Aufstieg zur Roßkarscharte führt durch eine unangenehme, plattige Rinne, längere Seilversicherung. Ungeübte sollten den Weg nur in Begleitung erfahrener Bergwanderer oder Führer begehen.
- zur Hanauer Hütte 4½ Stunden, über Bitterscharte, Vordere Gufelscharte und Gufelseejöchl.

## Gipfel
- Großbergspitze, 2657 m, und Großbergkopf, 2612 m; diese Gipfel werden im Zuge des Übergangs zur Memminger Hütte überschritten, 1½ Stunden
- Bittrichkopf, 2698 m, weglos über den Grat von der Bittrichscharte, 1½ Stunden (auch für Schitouren geeignet – schöne Abfahrten ins Lechtal)
- Leiterspitze, 2750 m, NO-Flanke Schwierigkeitsgrad I+, einige Kletteranstiege im Schwierigkeitsgrad zwischen II und IV
- Schieferspitze, 2735 m, Kletterrouten Schwierigkeitsgrad zwischen II und IV
- Spießrutenspitzen, westliche 2703 m und östliche 2700 m, Kletterrouten im Schwierigkeitsgrad zwischen II und IV
- Schönpleiskopf (Schönpleisgrat), mehrere Gipfel, höchster 2549 m, Südgipfel unschwierig, Überschreitung aller Gipfel wechselnd I bis IV, stellenweise äußerst brüchig
- Kreuzjochspitze, 2672 m, wegloses, anspruchsvolles Gelände mit einer kurzen Kletterstelle III-, sonst mehrere Stellen I und II

## Karten
- Alpenvereinskarte 3/3 Lechtaler Alpen - Parseierspitze (1:25.000)